# 蒂娜·科特克
蒂娜·科特克（英語：Tina Kotek；1966年9月30日—）是美國政治人物，美國民主黨黨員。2007年起出俄勒岡州眾議院議員。2013年起出任俄勒岡州眾議院議長。其後參與2022年俄勒岡州州長選舉並勝選，後於2023年就任俄勒岡州州長，成為俄勒岡州首位公開同性戀身份州長。

## 外部連結
- 官方网站 （英文）
- C-SPAN內的頁面（英文）